# Ploidiegrad
Der Ploidiegrad gibt bei Eukaryoten die Anzahl der Chromosomensätze in einem Zellkern an. Eine Zelle kann einen Chromosomensatz enthalten, dann wird sie als haploid (1n) bezeichnet. Viele Organismen, auch der Mensch, haben hauptsächlich Körperzellen mit zwei Chromosomensätzen, sie sind diploid (2n). Jedoch gibt es auch Lebewesen, die den Ploidiegrad 3n (triploid), 4n (tetraploid), 6n (hexaploid) oder noch höhere Grade haben (siehe Polyploidie).

## Ploidiegrad bei der geschlechtlichen Fortpflanzung
Bei der geschlechtlichen Fortpflanzung gibt es einen periodischen Wechsel zwischen einer haploiden Phase und einer diploiden Phase, den Kernphasenwechsel. Bei der Bildung von haploiden Zellen aus diploiden, der Meiose oder Reifeteilung, wird die Anzahl der Chromosomen halbiert. Bei der Befruchtung passiert das Umgekehrte, hier verschmelzen zwei haploide Zellen zu einer diploiden. Dadurch haben Nachkommen andere Gene als ihre beiden Elternorganismen, denn sie erhalten von beiden je einen Chromosomensatz.
Außer der Meiose und der Befruchtung gibt es auch noch die Mitose, eine Zellkernteilung, bei der zwei identische Tochterzellkerne entstehen. Bei der Mitose ändert sich also der Ploidiegrad nicht. Die Mitose ist diejenige Zellteilung, die einem mehrzelligen Organismus Wachstum ermöglicht.
Bei der ungeschlechtlichen Vermehrung entstehen Nachkommen ohne genetische Rekombination und nicht aus Geschlechtszellen. Sie haben die identischen Gene wie ihr Elternorganismus, von Mutationen abgesehen. Nur wenige Eukaryoten verzichten ganz auf geschlechtliche Fortpflanzung, da diese die Neuentstehung von möglicherweise vorteilhaften Genkombinationen ermöglicht und dadurch der Art Überlebensvorteile bietet. 
Die meisten Wirbeltiere haben in den Körperzellen zwei vollständige Chromosomensätze und somit einen Ploidiegrad von 2n (diploid). Der Ploidiegrad einer Wirbeltier-Keimzelle, also der Eizellen und Spermien, ist 1, also haploid (1n). 

### Beim Menschen
Beim Menschen besteht der einfache Chromosomensatz aus 23 verschiedenen Chromosomen, nämlich einem Geschlechtschromosom (Gonosom, beim Menschen das X-Chromosom oder das Y-Chromosom) und 22 anderen Chromosomen, den Autosomen. In einer Körperzelle sind in der Regel zwei Chromosomensätze vorhanden. Jedoch können bestimmte Körperzellen mit hoher Transkriptionsrate höhere Ploidiegrade haben, zum Beispiel Leberzellen oder Megakaryozyten. 
Zu jedem der 22 Chromosomen sowie zum Geschlechtschromosom einer Frau (ein Mann hat normalerweise jeweils ein Geschlechtschromosom X und Y) gibt es ein homologes Chromosom. Da der Chromosomensatz zweimal vorhanden ist, ist der Ploidiegrad 2, d. h. der Mensch ist diploid.